# 王昌 (後漢)
王 昌（おう しょう、生没年不詳）は、中国後漢時代末期の人物。

## 事跡
| 姓名         | 王昌     |
| 時代         | 後漢時代 |
| 生没年       | 〔不詳〕 |
| 字・別号     | 〔不詳〕 |
| 出身地       | 〔不詳〕 |
| 職官         | 虎賁     |
| 爵位         | -        |
| 所属・陣営等 | 献帝     |
| 家族・一族   | 〔不詳〕 |

献帝の虎賁（近衛兵）の一人。
興平2年（195年）、皇甫酈が李傕に取り入っていた侍中の胡邈と言い争いになると、献帝はその身を案じて皇甫酈を逃亡させた。果たして、胡邈の報告を受けた李傕は、皇甫酈を殺害しようと王昌に追跡を命じた。しかし王昌は、皇甫酈が正しい人物であると考えていたため、故意にこれを見逃したのであった。以後、王昌は史書に見当たらない。
小説『三国志演義』でも王昌は登場し、史実と同様に皇甫酈を見逃している。